# Zefferino Monini
Zefferino Monini (Castagnola, 1891 – post anni 1960) è stato un imprenditore italiano, fondatore dell'azienda agroalimentare Monini di Spoleto, produttrice di olio extravergine di oliva.

## Biografia
Di famiglia contadina, in gioventù lavorò come garzone di una bottega, e dopo aver svolto il servizio di leva ad Anagni in cui fu caporalmaggiore in fureria, si stabilì a Spoleto, dove fu a capo di una cooperativa alimentare. Nella cittadina umbra, erano presenti ampie distese di oliveti, e Monini che ne comprese le potenzialità, creò nel 1920, assieme a Pietro Gualfucci, una ditta per la commercializzazione dell'olio d'oliva, la AGM. Gualfucci Monini.
La società con il Gualfucci venne sciolta nel 1929, e Monini proseguì da solo l'attività. La produzione dell'olio d'oliva venne unicamente concentrata sulla variante extravergine, e il pregiato prodotto si affermò non soltanto in tutta l'Umbria, ma anche nel Lazio, nelle Marche e nella Romagna. Fu questa intuizione del Monini che contribuì alla crescita della sua ditta, il quale capì in anticipo quale sarebbe stata l'esigenza del mercato, in un momento in cui veniva commercializzato soltanto l'olio d'oliva.
Dopo la caduta del regime fascista, Monini aderì al Partito Liberale Italiano, per il quale nel 1944-45 fu componente della sezione locale di Spoleto del Comitato di Liberazione Nazionale.
Nel dopoguerra, Monini venne affiancato alla conduzione della sua ditta dai suoi quattro figli, Carlo, Nello, Giuseppe e Paolo, con i quali negli anni sessanta si trasformò da impresa commerciale a industriale.